# 清水河 (淮河)
清水河位于中国河南省中部，是淮河上游左岸支流，旧称“清水港”，发源于正阳县西北部熊寨镇王楼村，东南流至息县县城南郊汇入淮河，全长67公里，流域面积448平方公里。流域地处淮河以北洪积平原，地势较为平坦。流域多年平均年降水量962.1毫米，多年平均年径流量1.27亿立方米。